# Fredropol
Fredropol – wieś (dawniej miasto) w Polsce położona w województwie podkarpackim, w powiecie przemyskim, w gminie Fredropol; siedziba gminy Fredropol.
Fredropol uzyskał lokację miejską około 1720 roku, zdegradowany przed 1880 rokiem.
W latach 1954–1972 wieś należała i była siedzibą władz gromady Fredropol, po reformie gminy Fredropol. W latach 1975–1998 miejscowość administracyjnie należała do województwa przemyskiego.

## Historia
Na miejscu zamek, wybudowany w XVI wieku przez rodzinę Fredrów: Jana i Andrzeja, w XXI wieku pozostaje w ruinie. Zamek był zniszczony podczas potopu szwedzkiego w latach 1656–1657, a następnie przez Tatarów w roku 1672. Kolejnymi właścicielami wsi byli: Stanisław Rupniewski, Podolscy oraz Skarbek-Michałowscy. Na początku XIX wieku majątek znalazł się w rękach rodu Duninów Borkowskich (przez małżeństwo Rozalii Izabeli Skarbek-Michałowskiej z mineralogiem hr. Stanisławem Janem Borkowskim), którzy wybudowali tu pałac. Zamek oraz pałac popadły w ruinę podczas działań wojennych I wojny światowej.
W latach 1944–1947 w okolicach toczyły się walki z UPA. Ku czci poległych 9 funkcjonariuszy MO i ORMO 7 października 1979 roku odsłonięto obelisk.

## Zabytki
Zabytkami we wsi są:
- ruiny zamku z przełomu drugiej połowy XVI/XVII w. wybudowanego przez rodzinę Fredrów, czteroskrzydłowego z bastejami na rogach, otoczonego ziemnymi fortyfikacjami z fosą; obecnie zachowała się część skrzydła zachodniego z dużą basteją o promieniu 5 m; pozostałe skrzydła tworzył mur obwodowy; wpisane do rejestru zabytków nieruchomych, (nr rej.: A-135 z 12.02.1986)[11].

## Demografia
Liczba ludności:
- 1785 – 210 rzymskich katolików, 10 Żydów
- 1840 – 192 grekokatolików
- 1859 – 175 grekokatolików
- 1879 – 237 grekokatolików
- 1899 – 286 grekokatolików
- 1900 – 297 grekokatolików, 15 rzymskich katolików, 23 żydów[12]
- 1926 – 280 grekokatolików
- 1938 – 280 grekokatolików